# ラオス人民民主共和国首相
ラオス人民民主共和国首相（ラオスじんみんみんしゅきょうわこくしゅしょう　ラーオ語: ນາຍົກລັດຖະມົນຕີ ແຫ່ງ ສປປ ລາວ）は、ラオス人民民主共和国政府の首長。

## 概要
1975年12月2日のラオス人民民主共和国建国に際し、同国の最高機関として設置された最高人民会議によって共和国政府が選出され、ラオス人民革命党書記長のカイソーン・ポムウィハーンが初代首相に任命された。元首である国家主席はスパーヌウォンであるが、ラオス人民革命党が同国の支配政党であり、建国当初の国家機構は首相に権力が集中する体制をとっていたため、カイソーン・ポムウィハーンが最高権力者となった。
1991年8月の最高人民会議第2期第6回で共和国初の憲法が制定され、国家主席の権限が強化された。その結果、首相の権限は縮小されたものの、憲法において「政府の長」と規定された。なお、この会議でスパーヌウォンの退任にともなってカイソーン・ポムウィハーンが後任の国家主席に昇格したため、カムタイ・シーパンドーンが第2代首相に就任した。
歴代首相はラオス人民革命党政治局員が務めている。

## 選出・任期
首相は国民議会の承認を得て、国家主席により任免される。任期は国民議会と同一とされているため、5年である。憲法上、再選に関する制限はない。

## 職権
行政権
- 政府の長として政府を代表し、国家行政を指導・管理して各省庁・国家委員会およびその他の政府付属機関の業務を指導する。
- 各県知事・市長の行政を指導する。

人事権
- 国会に対して政府機関の長の任免を提言する。
- 国家主席に対して県知事・市長の任免を提言する。
- 国家主席に対してラオス人民軍および治安部隊の長の昇格・降格を提言する。
- 副首相、国家委員会の副議長、副知事、副市長、郡の長を指名する。

## 歴代首相
いずれもラオス人民革命党所属。
- 初代：カイソーン・ポムウィハーン（1975年12月2日 - 1991年8月15日）
- 第2代：カムタイ・シーパンドーン（1991年8月15日 - 1998年2月24日）
- 第3代：シーサワット・ケーオブンパン（1998年2月24日 - 2001年3月27日）
- 第4代：ブンニャン・ウォーラチット（2001年3月27日 - 2006年6月8日）
- 第5代：ブアソーン・ブッパーヴァン（2006年6月8日 - 2010年12月23日）
- 第6代：トーンシン・タムマヴォン（2010年12月23日 - 2016年4月20日）
- 第7代：トーンルン・シースリット（2016年4月20日 - 2021年3月22日）
- 第8代：パンカム・ヴィパワン（2021年3月22日 - 2022年12月30日）
- 第9代：ソーンサイ・シーパンドーン（2022年12月30日 - 現職）